# 大槌町役場
大槌町役場（おおつちちょうやくば）は、地方公共団体である岩手県上閉伊郡大槌町の組織が入る施設（役場）。

## 組織
2023年3月現在。
- 総務課
- 企画財政課
- 税務会計課
- 防災対策課
- 消防課
- 金沢支所
- 町民課
- 健康福祉課
- 協働地域づくり推進課
- 地域包括支援センター
- 選挙管理委員会事務局
- リサイクルセンター
- 産業振興課
- 農業委員会
- 地域整備課
- 学務課
- 生涯学習課
- 中央公民館
- 文化活動交流施設
- 図書館
- 学校給食センター
- 上下水道課
- 議会事務局
- 監査委員室

## 庁舎

### 旧役場
2011年（平成23年）3月11日の東日本大震災の津波で当時の役場は全壊したため、大槌町中央公民館に行政機能を移して災害対応業務と役場業務を行った。
なお、旧役場の跡地には大槌町が整備する追悼施設「鎮魂の森（仮称）」を整備する計画がある。「鎮魂の森（仮称）」の整備後に職員、退職者、遺族らから寄付金を募り職員慰霊碑が建立されることになっている。

### 仮設庁舎
大槌小学校（当時）の校庭だった場所にプレハブ2階建ての仮庁舎を建設することになり、2011年3月30日に着工、同年4月9日に完成した。

### 現庁舎
仮設庁舎では全国からの応援職員が増加したが衛生面の悪化が懸念され、必要な会議スペースが足りないなど、職務環境は大変厳しい状況だった。そこで2011年10月に庁舎建て替えのプロジェクトチームが発足した。過酷な職務環境の解消と市町村行政機能応急復旧補助金の執行期間を考慮し、同年11月に碇川町長（当時）が大槌小学校校舍を修復のうえ大槌町役場本庁舎として利用することを決定した。
大槌小学校の校舎も東日本大震災で被災しており、1階は津波で浸水し、1階及び2階西側と3階で火災も発生したため部分的に解体工事をする必要があった。解体工事は2011年12月20日から2012年（平成24年）2月29日まで行われ、改修工事が2012年3月19日から同年10月10日まで行われた。町民がお盆にあわせて役場で各種手続きを行うことを見越して改修を完了させる計画で、2012年（平成24年）7月31日には引き渡しが完了し、同年8月6日に業務を開始した。

## 交通アクセス
- 岩手県交通「中央公民館入口」バス停下車